# Fort Denaud
Fort Denaud est une census-designated place du comté de Hendry, dans l'État de Floride, aux États-Unis,. En 2020, elle compte une population de 2 049 habitants.